# Человек-факел (андроид)
Человек-факел (англ. Human Torch), также известен как Джим Хэммонд (англ. Jim Hammond) — персонаж, один из первых супергероев Вселенной Marvel. Созданный Карлом Бургосом, он впервые появился в Marvel Comics #1 в октябре 1939 года.
Человек-факел — андроид, созданный профессором Финеасом Хортоном (англ. Phineas Horton) в попытке создать искусственного человека, который был бы точной копией настоящего. Однако профессор ошибся в своих расчётах, в результате чего андроид стал воспламеняться при каждом контакте с кислородом, за что и был назван Человеком-факелом.
Хортон показал своё творение представителям СМИ, которые сочли Человека-факела слишком опасным и призвали Хортона уничтожить его. Профессор отказался это делать. Он решил «похоронить» Факела до тех пор, пока не найдёт способа контролировать его пламя. Андроид был помещён в стальную трубу, которую замуровали в ёмкости с цементом.
Через некоторое время в месте погребения Человека-факела произошёл взрыв. Оказалось, что в трубе образовалась небольшая трещина, через которую просочился воздух. От мгновенного воспламенения Факел разрушил свою тюрьму и вырвался на свободу. Он узнал, что может летать, так как пламя делало его легче воздуха.
Вскоре он попал в руки мошенника Энтони Сардо (Anthony Sardo), который использовал его в своих коварных целях. Факел думал, что Сардо хочет ему помочь, и, осознав, что это не так, решил отомстить. В схватке с Сардо в его химической лаборатории Человек-факел взорвал баллон с азотом, который потушил его пламя. Впоследствии Факел научился управлять своим пламенем без помощи азота. Также он обнаружил, что может метать огненные шары.
После возвращения к Хортону Человек-факел продемонстрировал ему, как он научился контролировать огонь. Профессор понял, что может сделать целое состояние на его способностях. Но Факел сказал, что никогда не позволит использовать себя в целях наживы или преступлений, и покинул Хортона.